# 와타히키 고
와타히키 고(일본어: 綿引 康, 1998년 1월 21일~)는 일본의 축구 선수이다.

## 구단 경력
그는 2020년 일본 풋볼 리그의 테게바자로 미야자키에 입단했다. 2020년 일본 풋볼 리그 준우승으로 J3리그로 승격했다. 2023년 SC 사가미하라로 이적했다.